# Werkraum Bregenzerwald

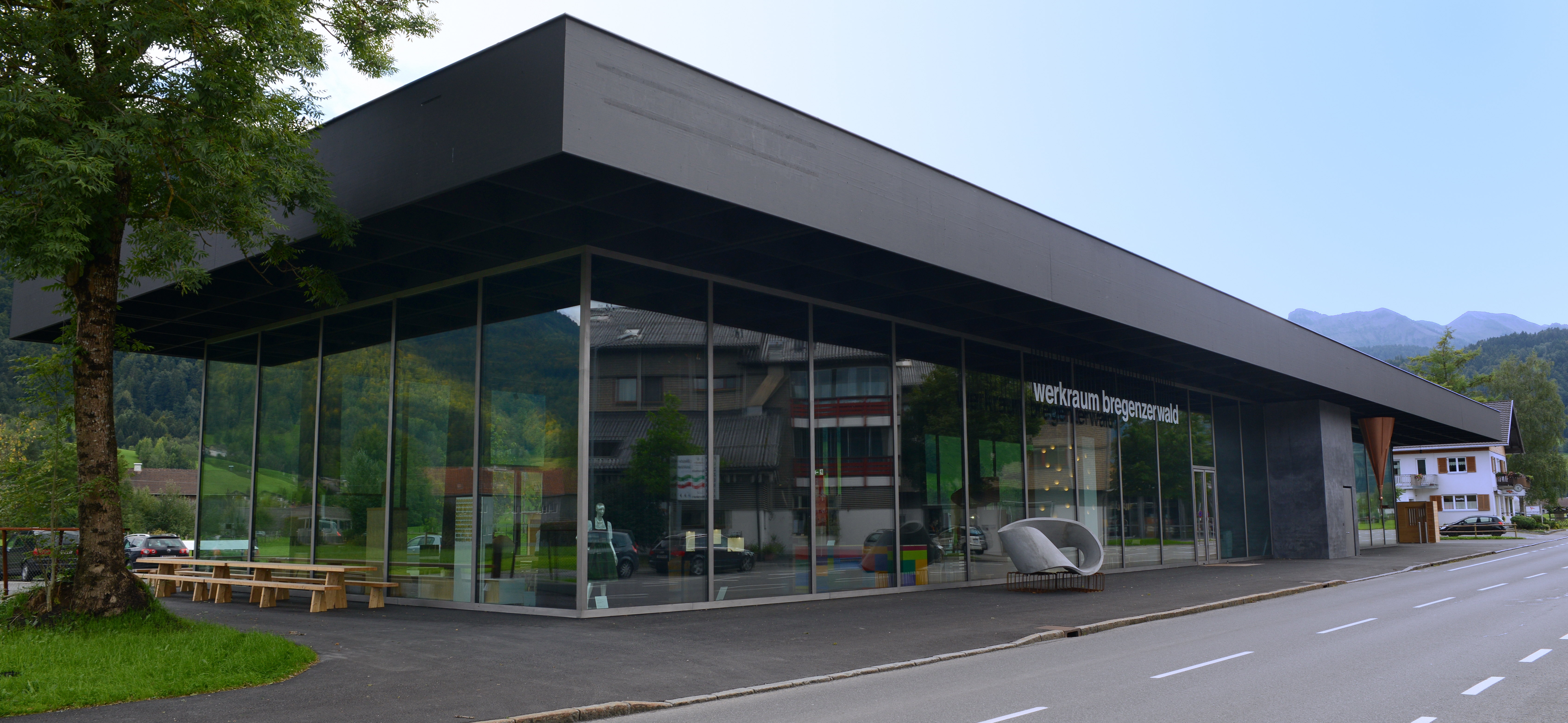
Vista exterior del Werkraum Bregenzerwald

Werkraum Bregenzerwald es una cooperación de artesanos del Bregenzerwald fundada en 1999. Organizado en una asociación, el Werkraum Bregenzerwald ofrece a sus miembros apoyo institucionalizado en las áreas de servicio a los miembros, innovación de productos y diseño, formación y educación superior, así como cultura en la construcción. Hoy en día, la asociación es reconocida internacionalmente como modelo de nuevas artesanías.

## Objetivos de la asociación
Los objetivos del Werkraum Bregenzerwald son la presentación y la comunicación de los logros de sus miembros, la promoción de la cultura de la construcción en colaboración con los arquitectos y el aumento de la competencia de diseño y la calidad artesanal con la participación preferente de los jóvenes. El Werkraum Bregenzerwald inicia y organiza proyectos sobre temas de diseño y formación, ya sean concursos, exposiciones u otras actividades conjuntas. La iniciativa se considera una fuente de inspiración y una plataforma para la artesanía. Muestra los últimos avances y temas de actualidad en el espejo del patrimonio cultural regional y los hace públicos. Como motor de innovación y crecimiento, el Werkraum sitúa en el centro de sus actividades la conexión de la artesanía con el diseño y las nuevas tecnologías, el fortalecimiento de la cooperación entre proyectos y entre empresas.
Además de la exposición permanente en su propio marco y las exposiciones especiales, el Werkraum también está presente a nivel internacional, en participaciones de exposiciones, apariciones en ferias comerciales y sus propias exposiciones.

## Miembros
El Werkraum Bregenzerwald cuenta actualmente con 89 miembros. Desglosado por sectores, la cuota de las industrias de la madera es de aproximadamente un 40%. Algo menos del 60 % pertenece a los sectores de la construcción y la edificación, la ingeniería sanitaria y eléctrica, la construcción metálica y del vidrio, la confección, el calzado y la joyería. Otros representantes son pintores, toneleros, constructores de estufas, tapiceros, canteros y nuevos proveedores de servicios. Los miembros son empresas artesanales clásicas, medianas, generalmente familiares, algunas con una amplia tradición.

## Casa Werkraum
En 2008, el arquitecto suizo Peter Zumthor ganó el contrato de planificación de este lugar de encuentro y escaparate de la cultura artesanal Werkraum Bregenzerwald.
El visionario diseño de la Casa Werkraum se basa en dos ideas básicas: por un lado, sirve como lugar de encuentro y, por otro, como un gran escaparate, una vitrina para la cultura artesanal del Bregenzerwald. Esto se expresa con un amplio tejado en voladizo de madera y una fachada de cristal. La separación entre el interior y el exterior desaparece, el paisaje parece fluir a través de la casa. El edificio fue construido por los artesanos del Werkraum y es un escenario para la artesanía con diversos usos. La sala, abierta y flexible, ofrece 700 metros cuadrados de espacio para exposiciones y eventos.

## Exposiciones
- Exposición permanente en el escaparate. Presentación de muebles y objetos de talleres maestros del Bregenzerwald.
- cocinas - cocinar - artesanía. Los artesanos de Bregenzerwald muestran lo que define una cocina en términos de forma y función. Werkraumhaus Andelsbuch, 19 de junio a 3 de octubre.[1]
- no name design. Un homenaje y a la vez un paraíso para los amantes de los objetos encontrados que no quieren deslumbrar ni seducir, simplemente están ahí. Colección: Franco Clivio, comisariada por Hans Hansen y Franco Clivio . Werkraumhaus Andelsbuch, 30 de enero a 2 de mayo de 2015.

## Eventos
- paul renner rouge et noir - una escultura comestible. Un evento de la Asociación de Amigos de Werkraum Bregenzerwald para el término de la exposición "cocinas - cocinar - artesanía". Werkraumhaus Andelsbuch, 5 de septiembre de 2015[1]
- Larga Noche de los Museos. Werkraumhaus Andelsbuch, 3 de octubre de 2015
- artesanía + forma 2015. Ceremonia de entrega de premios y gala: 9 de octubre de 2015, exposición: 10/11/15/16/17/18 de octubre de 2015
- Artesanía y juventud: Los meses de invierno en el taller están dedicados a la juventud y la próxima generación. Anualmente.
- Programa de apoyo: conferencias y debates, películas, conciertos y otros eventos acompañan al programa en el Werkraum Bregenzerwald.

## Premios
- ZV Bauherrenpreis 2014, Werkraum Bregenzerwald
- BTV Bauherrenpreis 2013, Werkraum Bregenzerwald
- Premio del Estado de Baviera al diseño excepcional y la excelencia técnica en la artesanía 2013, Werkraum Bregenzerwald
- Premio Estatal de Diseño 2009, nominación con el proyecto "Werkraum Lädolar", categoría diseño espacial